# Johan Corthals
Johan Corthals (* 6. August 1948 in Brüssel) ist ein belgischer Keltologe und Indogermanist.

## Leben
Von 1967 bis 1972 studierte er in Löwen zunächst Klassische Philologie und dann Orientalistik und erwarb den Grad eines Lizentiaten der Klassischen Philologie und der Orientalistik. Nach einer kurzen Lehrertätigkeit in Brüssel ging er an die Universität Wien und begann das Studium der Indogermanistik. Nach einer kurzen Lehrertätigkeit setzte er das Studium der Indogermanistik in Freiburg im Breisgau bei Oswald Szemerényi fort und lernte dort auch die Keltologie kennen. Seit 1976 arbeitete er am Institut für Vergleichende Sprachwissenschaft der Universität Hamburg als Wissenschaftlicher Assistent. Er promovierte 1979 bei Professor Hans Hartmann mit einer kritischen Edition zweier altirischer Erzählungen. Dann forschte an der School of Celtic Studies der Institiúid Ard-Léinn Bhaile Átha Cliath. Von 1981 bis 2014 lehrte er als Professor in Hamburg.

## Schriften (Auswahl)
- Táin bó Regamna. Eine Vorerzählung zur Táin bó Cúailnge (= Sitzungsberichte der Österreichischen Akademie der Wissenschaften, Philosophisch-Historische Klasse. Band 478) (= Veröffentlichungen der Keltischen Kommission. Band 5). Verlag der Österreichischen Akademie der Wissenschaften, Wien 1987, ISBN 3-7001-0657-2 (zugleich Dissertation, Hamburg 1979).
- Altirische Erzählkunst (= Forum Celticum. Band 1). Lit, Münster 1996, ISBN 3-8258-2454-3.
- Indogermanistik. Kleiner Begleiter für das Grundstudium. CreateSpace, North Charleston 2014, ISBN 1-5029-8504-7.
  - 2. durchgesehene Auflage, ebenda 2015, ISBN 1-5147-1107-9.
- Altirische Erzählkunst. CreateSpace Independent Publishing Platform, Charleston 2016, ISBN 1-5304-5156-6.
- MsOMIT 2017. Manuscript Sources to Old and Middle Irish Texts. CreateSpace Independent Publishing Platform, Charleston 2017, ISBN 1-5426-3002-9.